# فونیکس مکانو
فونیکس مکانو (انگلیسی: Phoenix Mecano) شرکت الکترونیک سوئیسی است، که در سال ۱۹۷۵ تأسیس شد.